# Dla ciebie wszystko (film 2003)
Dla ciebie wszystko (hindi तेरे नाम, angielski Your name, urdu تیرے نام, Tere Naam) – indyjski bollywoodzki dramat miłosny z 2003 roku oparty na prawdziwej historii. To remake hitu filmowego zrealizowanego w tamilskim (Sethu z Vikramem). Ponadto historię tę sfilmowano też w języku telugu (Seshu) i w języku kannada (Huccha). Reżyserem filmu jest Satish Kaushik, a w rolach głównych występują Salman Khan i debiutantka Bhoomika Chawla.

## Obsada
- Salman Khan – Radhe Mohan – nominacja do Nagrody Filmfare dla Najlepszego Aktora, nominacja do Nagrody Star Screen dla Najlepszego Aktora
- Bhumika Chawla – Nirjara – Nagroda Zee Cine za Najlepszy Debiut, nominacja do Nagrody Filmfare dla Najlepszej Aktorki, nominacja do Nagrody Star Screen dla Najlepszej Aktorki. Aktorka wystąpiła w filmach w języku telugu i hindi (Silsilay, Gandhi, My Father z 2007 roku).
- Sachin Khedekar – brat Radhe
- Savita Prabhune – bratowa Radhe
- Ravi Kishan – Rameshwar
- Sarfaraz Khan – Aslam
- Anang Desai – doktor
- Mahima Chaudhary – gościnnie
- Camila Bordonaba – studentka (gościnnie)
- Saurabh Dubey

## Piosenki
Myzykę do filmu skomponował Himesh Reshammiya (Nagroda Star Screen za Najlepszą Muzykę i nominacja do Nagrody Filmfare za Najlepszą Muzykę). Zawiera ona 8 piosenenk do słów Sameera, nominowanego do nagrody Filmfare za najlepsze teksty.
| Piosenkę                  | śpiewają                                                                                   |
| ------------------------- | ------------------------------------------------------------------------------------------ |
| Chand                     | Udit Narayan                                                                               |
| Kyo Kisi Ko               | Udit Narayan                                                                               |
| Lagan Lagi                | Sukhwinder Singh                                                                           |
| Man Basia                 | Alka Yagnik                                                                                |
| O Jaana                   | Alka Yagnik, K K, Kamal Khan, Shaan, Udit Narayan                                          |
| Oodhni                    | Udit Narayan, Alka Yagnik – nominacja do Nagrody Star Screen za Najlepszy Playback Kobiecy |
| Tere Naam                 | Alka Yagnik, Udit Narayan – nominacja do Nagrody Star Screen za Najlepszy Playback Męski   |
| Tumse Milna               | Alka Yagnik, Udit Narayan                                                                  |
| Tune Saath Jo Mera Chhoda | Udit Narayan                                                                               |